# Hockey Club Candy Monza 1968
Questa voce raccoglie le informazioni riguardanti l'Hockey Club Candy Monza nelle competizioni ufficiali della stagione 1968.

## Maglie e sponsor
| 1ª divisa |

## Rosa
| N° | Naz.              | Ruolo | Sportivo            |  |  |  |
| -- | ----------------- | ----- | ------------------- |  |  |  |
| ?  | Italia (bandiera) | E     | Amati               |  |  |  |
| ?  | Italia (bandiera) | E     | Arbizzoni           |  |  |  |
| ?  | Italia (bandiera) | E     | Gualtiero Bortolini |  |  |  |
| ?  | Italia (bandiera) | E     | Cesare Bosisio      |  |  |  |
| ?  | Italia (bandiera) | E     | Busnengo            |  |  |  |
| ?  | Italia (bandiera) | E     | Campana             |  |  |  |
| ?  | Italia (bandiera) | P     | Cazzaniga           |  |  |  |
| ?  | Italia (bandiera) | E     | Franchi             |  |  |  |
| ?  | Italia (bandiera) | P     | Patrini             |  |  |  |
| ?  | Italia (bandiera) | E     | Vincenzo Villa      |  |  |  |

- Allenatore: ?